# Зелена Діброва (Звенигородський район)
Зеле́на Дібро́ва — село в Україні, у Звенигородському районі Черкаської області, у складі Вільшанської селищної громади. Населення — 533 особи, дворів 230 (на 1 січня 2008 року).

## Географія
Село розташоване за 30 км від залізничної станції Городище серед густих лісів, у верхів'ях двох річок, що впадають у річку Вільшанку.
Друга версія, що назва села походить від глибокого яру, у якому росли могутні дуби й при березі калина. У яру протікала річка. Часто чумаки, які їздили в Крим по сіль, зупинялись у діброві на перепочинок. За переказами, звідси й пішла назва села — Зелена Діброва.
У селі бере початок річка Безіменна.

## Історія
Першим письмовим документом, у якому згадується Зелена Діброва, є археологічна карта колишньої Київської губернії під редакцією В. Б. Антоновича, на якій зазначалось, що в північній частині села розташовано 100 курганів. Це свідки життя скіфів. Археологічні дослідження, проведені Петром Лебединцевим, підтверджують, що поселення на місці сучасного села виникло ще в V столітті до нової ери.
У часи розквіту Київської Русі село Зелена Діброва було форпостом проти половців, які через багато століть прийшли на зміну скіфам.
Зелена Діброва й сусідні села були прикордонними містечками і в часи татарщини. У селі нараховувалось близько 300 дворів, воно служило зимовиком січовим козакам. 1964 року на таємних зборах козацького товариства козацький кіш був відроджений.
До 1830 року Зелена Діброва належала пану Енгельгарду. Село відвідував Тарас Григорович Шевченко в 1845, 1847 та 1859 роках.
У середині 19 століття, за даними Лаврентія Похилевича, у селі мешкало 1 316 православних і 21 римокатолик. Була дерев'яна Миколаївська церква 5-го класу, збудована в 1780-му році.. У селі діяла церковно-парафіяльна школа. Потім на її місці в 1879 році була зведена нова церква, на забудову якої дав 500 рублів виходець із Зеленої Діброви Петро Лебединцев.
Станом на 1885 рік у колишньому власницькому селі Казачанської волості Звенигородського повіту Київської губернії мешкало 1399 осіб, налічувалось 172 дворових господарства, існували православна церква та школа.
За переписом 1897 року кількість мешканців зросла до 1822 осіб (905 чоловічої статі та 917 — жіночої), з яких 1815 — православної віри.
У 1900 році в селі налічувалося 376 дворів, проживало 2 010 мешканців, з них 973 чоловіки і 1 037 жінок. Головне заняття жителів — хліборобство; крім того, селяни відправлялися на заробітки в Херсонську губернію. У селі були одна православна церква, одна церковнопарафіяльна школа, 19 вітряних млинів, одна кузня, один сільський банк. Перша школа в Зеленій Діброві була побудована в 1862 році, після скасування кріпосного права.
У 1929 році, під час примусової колективізації, був заснований перший колгосп ім. Петровського. Першим головою був обраний Шевченко Петро Васильович. Перший трактор придбали в 1932 році. Першими трактористами були Матлах Федот Панькович та Годований Василь Дорофійович.
Під час радянської окупації, як і більшість церков, була зруйнована Свято-Миколаївська церква.
У 1928 році в Зеленій Діброві налічувалось 676 дворів і проживало 2918 осіб.
Під час голодомору в 1932-33 роках від голоду вимерло 75 % жителів села, у 304 жилих дворах налічувалось 724 жителі. Такі ж цифри наведено в документально-художній повісті Олекси Воропая «Дев'яте коло».
На фронтах Німецько-радянської війни на боці СРСР воювало 350 осіб, 194 з них не повернулись. За мужність і відвагу нагороджено орденами і медалями СРСР 197 осіб. У центрі села споруджено пам'ятник воїнам, що загинули під час війни. 12 лютого 1944 року село було відвойоване у нацистів.
У післявоєнні роки в селі працював колгосп «Маяк», який обробляв 1445 га землі, у тому числі 1365 га орної. Колгосп вирощував зернові, технічні й садово-городні культури, було розвинуте м'ясо-молочне тваринництво й птахівництво. Також у колгоспі була пасіка та рибне господарство.
Станом на 1972 рік у селі мешкало 1 157 чоловік, працювала восьмирічна школа, у якій навчалось 169 учнів, будинок культури із залом на 350 місць, бібліотека з фондом 13 тисяч книг, фельдшерсько-акушерський пункт з пологовим відділенням.
Село постраждало внаслідок геноциду українського народу, проведеного окупаційним урядом СССР 1932—1933 та 1946–1947 роках.

## Відомі люди
У селі глибоке коріння Красицьких, що походять від Антона і Катерини, улюбленої сестри і няні Шевченка. Подружжя Красицьких народило дванадцятьох дітей, а самі пішли з життя молодими. Тарас кровно пов'язаний із Зеленою Дібровою і бував тут не лише в дитинстві, а й у молоді та зрілі літа, у кожен свій приїзд в Україну. Прибула в Зелену Діброву сестра Тараса Шевченка Катерина у 1823 році. На сільському цвинтарі збереглася могила Катерини.
Зелена Діброва дала нащадків по Шевченківській лінії — художника Фотія Степановича Красицького і письменника Дмитра Филимоновича Красицького.
У селі народились брати Лебединцеви:
- археолог — Петро Гаврилович;
- учитель і церковний діяч — Андрій Гаврилович;
- історик і педагог — Феофан Гаврилович;
- письменник і літературознавець — Красицький Дмитро Филимонович;
- мовознавець — Теклюк Варвара Яківна.

### Зовнішні посилання
- Зелена Діброва
- Зелена Діброва на who-is-who.com.ua[недоступне посилання з квітня 2019]